# Митківська стінка (пам'ятка природи)
Ми́тківська сті́нка — геологічна пам'ятка природи місцевого значення в Україні. Розташована в межах Заставнівського району Чернівецької області, на схід/північний схід від села Митків. 
Площа 12 га. Статус надано згідно з рішенням 18 сесії Чернівецької облради народних депутатів XXI скликання від 21 грудня 1993 року. Перебуває у віданні Митківської сільської ради. 
Статус надано для збереження геологічних відслонень на правому стрімкому березі річки Дністер. Стінка починається при східній околиці села і тягнеться на понад 1 км в північно-східному напрямку. Схил порослий лучно-степовою та чагарниковою рослинністю, серед якої є виходи на денну поверхню стратотипів верхнього силуру, нижнього девону, крейди, міоцену, антропогену. 
Поруч з «Митківська стінкою» розташований «Митківський іхтіологічний заказник».